# شاخص ان‌زداکس ۵۰
شاخص ان‌زداکس ۵۰ (انگلیسی: NZX 50 Index) شاخص بازار بورس نیوزیلند است، که در سال ۲۰۰۳ راه‌اندازی شد و هم‌اکنون از ۵۰ شرکت دارای بالاترین میزان ارزش بازار سرمایه، تشکیل می‌شود.